# Един спомен от детството на Леонардо
Един спомен от детството на Леонардо е книга от Зигмунд Фройд. Представлява психоанализа на художественото творчество на Леонардо да Винчи, Микеланджело и произведенията на Фьодор Достоевски и други. На български език е издадена за първи от ИК „Български художник“ през 1991 г.

## Издания на книгата
- Един спомен от детинство на Леонардо, Изд. Български художник, 1991
- Един детски спомен на Леонардо да Винчи. Във: Фройд, З. Естетика, изкуство, литература, УИ „Св. Климент Охридски“, 1991, 345 – 412.
- Един детски спомен на Леонардо да Винчи. Във: Фройд, З. Изкуство и литература, Колибри, 2017, 115 – 188.